# Myrmannaætta
Myrmannaætta (también Mýramenn, nórdico antiguo: Hombres de las Ciénagas) fue un clan familiar de Mýrasýsla, que tuvo cierto protagonismo en la Mancomunidad Islandesa del siglo X y vinculados con los poderosos Aurlandsætta de Sogn (Noruega) que también tenían lazos en las islas británicas. Décadas más tarde el clan reivindicó su ascendencia hasta el mismo Egil Skallagrímson, entre ellos el escaldo Einarr Skúlason. Otros personajes que tuvieron vínculos con los mýramenn fueron Kjartan Ólafsson y Snorri Sturluson.
En la XIV conferencia internacional de sagas de Upsala (2009) se presentó un argumento de las causas sobre dicha reivindicación familiar. Por un lado los presuntos defectos de Egil, feo e ingobernable, se enfrentan a las virtudes del éxito familiar por el orgullo y la fuerza que identifica al clan dibujando un pasado heroico para justificar y salvar la existencia de los Mýramenn contemporáneos de Einarr; un intento de explicar las diferencias dentro de la familia con referencia a un origen étnico mixto.